# Pelseneeria
Pelseneeria is een geslacht van weekdieren uit de klasse van de Gastropoda (slakken).

## Soorten
- Pelseneeria bountyensis (Powell, 1933)
- Pelseneeria brunnea (Tate, 1887)
- Pelseneeria castanea (Dall, 1925)
- Pelseneeria hawaiiensis Warén, B. L. Burch & T. A. Burch, 1984
- Pelseneeria media Koehler & Vaney, 1908
- Pelseneeria minor Koehler & Vaney, 1908
- Pelseneeria minuta (Dall, 1927)
- Pelseneeria perdepressa (Dall, 1925)
- Pelseneeria profunda Koehler & Vaney, 1908
- Pelseneeria secunda (Powell, 1940)
- Pelseneeria sibogae (Schepman & Nierstrasz, 1909)
- Pelseneeria stimpsonii (A. E. Verrill, 1872)
- Pelseneeria striata Bouchet & Warén, 1986
- Pelseneeria stylifera (Turton, 1825)
- Pelseneeria sudamericana Pastorino & Zelaya, 2001
- Pelseneeria thurstoni (Winckworth, 1936)
- Pelseneeria yamamotoi (Habe, 1952)